# Verzorgingsplaats De Slenk (A50)
Verzorgingsplaats De Slenk is een Nederlandse verzorgingsplaats, gelegen aan de oostzijde van de A50 Eindhoven-Emmeloord tussen afrit 19 en knooppunt Grijsoord in de gemeente Arnhem.
In 2011 is de verzorgingsplaats uitgebreid vanwege de sluiting van de zuidelijker gelegen verzorgingsplaats Meilanden.